# Pseudonapomyza urundensis
Pseudonapomyza urundensis är en tvåvingeart som beskrevs av Spencer 1959. Pseudonapomyza urundensis ingår i släktet Pseudonapomyza och familjen minerarflugor. Inga underarter finns listade i Catalogue of Life.